# Mes parents terribles
 (février 2014).
Si vous disposez d'ouvrages ou d'articles de référence ou si vous connaissez des sites web de qualité traitant du thème abordé ici, merci de compléter l'article en donnant les références utiles à sa vérifiabilité et en les liant à la section « Notes et références ».
Mes parents terribles (Mom and Dad Undergrads ou A Lesson in Romance) est un téléfilm américain réalisé par Ron Oliver et diffusé le 19 avril 2014 sur Hallmark Channel.

## Synopsis
Megan est une employée modèle dans une grande entreprise, elle est mariée à Mike, père au foyer, qui se s'occupe de leurs deux enfants. Un jour, après une transaction surprenante, elle acquiert 10 millions de dollars, Mike voit en ça une occasion de vivre une autre vie avec le départ des enfants. Mais elle projette déjà d'investir cet argent pour créer une future entreprise ! Face à cet affront, Mike  décide alors de reprendre ses études dans la même université que son fils et sa fille. Megan intègre par la suite le campus afin de tenter de ressouder sa famille…

## Fiche technique
- Titre original DVD : Mom and Dad Undergrads
- Titre original diffusion : A Lesson in Romance
- Réalisation : Ron Oliver
- Scénario : Terence Brody
- Photographie : Maximo Munzi
- Pays d'origine :  États-Unis
- Langue originale : anglais
- Durée : 115 minutes
- Date de diffusion :
  -  France : 19 février 2014 sur M6[2]

## Distribution
- Kristy Swanson (VF : Pascale Chemin) : Megan
- Scott Grimes (VF : Donald Reignoux) : Mike
- Allie Gonino (VF : Victoria Grosbois) : Zoe
- Yin Chang (VF : Anouck Hautbois) : Ashley Moon
- Paul Butcher (VF : Gabriel Bismuth-Bienaimé) : Sean
- Blake Boyd : Mr. Carter
- Bryan Chesters : Professeur Clark
- Kevin Covais (VF : Benjamin Bollen) : Will
- Steven Krueger : Brady
- Jazz Raycole (VF : Ana Piévic) : Eve
- Mia Serafino (de) (VF : Marie Nonnenmacher) : Lacy
- Karl T. Wright : Professeur Wright

 Source et légende : version française (VF) sur RS Doublage et selon le carton de doublage télévisuel.